# 3806 Tremaine
A 3806 Tremaine (ideiglenes jelöléssel 1981 EW32) a Naprendszer kisbolygóövében található aszteroida. Schelte J. Bus fedezte fel 1981. március 1-én.